# Government Issue
Government Issue var ett amerikanskt hardcoreband från Washington, D.C..

## Medlemmar
- John Stabb – sång (1980-2016)
- Marc Alberstadt – trummor (1980-1986)
- John Barry – gitarr (1980-1981, 2014 reunion show)
- Brian Gay – basgitarr (1980-1981, 2014 reunion show)
- Brian Baker – basgitarr (september-november 1981, 2007 reunion show), gitarr (1981-1982)
- Tom Lyle – basgitarr (1981-1982), gitarr (1982-1989, 2007 och 2010 reunion shows)
- Mitch Parker – basgitarr (1982-1983)
- Rob Moss – basgitarr (1983)
- Mike Fellows – basgitarr (1983-1984)
- John Leonard – basgitarr (1984-1985)
- Steve Hansgen – basgitarr (1986)
- Sean Saley – trummor (1986)
- J. Robbins – basgitarr (1986-1989, 2010 reunion show)
- Peter Moffett – trummor (1986–1989, 2010 reunion show)
- William Knapp – trummor (2007 reunion show)
- Karl Hill – trummor (2014 reunion show)

## Diskografi

### EP
- 1981: Legless Bull (Dischord)
- 1982: Make an Effort (Fountain of Youth)
- 1985: Give Us Stabb or Give Us Death (Mystic)
- 1988: Strange Wine (Positive)
- 2009: The Punk Remains the Same (DJ-Jam)

### Studioalbum
- 1983: Boycott Stabb (Positive)
- 1984: Joyride (Fountain of Youth)
- 1985: The Fun Just Never Ends (Fountain of Youth)
- 1986: Government Issue (Positive)
- 1987: You (Rockville)
- 1989: Crash (Positive)

### Livealbum
- 1985: Live on Mystic (Mystic)
- 1994: Best of Government Issue Live
- 2003: Strange Wine: Live at CBGB August 30th, 1987

### Samlingsalbum
- 1990: No Way Out 82
- 1991: Finale
- 1991: Beyond
- 1995: Joyride / The Fun Just Never Ends
- 1995: The Mystic Years
- 2000: Complete History Volume One
- 2002: Complete History Volume Two
- 2010: Boycott Stabb Complete Sessions